# Julius Bergmann (SA-Mitglied)
Julius Bergmann, genannt Kalte Wade (* 13. Juni 1894 in Schwarzburg; † 30. August 1952 in Dresden) war ein deutscher SA-Führer und verurteilter Mörder.

## Leben und Wirken

### Kaiserreich und Weimarer Republik
Nach dem Besuch eines Realgymnasiums, den Bergmann mit der Primareife abschloss, wurde Bergmann zum Ingenieur ausgebildet. Im Ersten Weltkrieg war er als Bauaufsicht bei der Inspektion der Fliegertruppe tätig. In der unmittelbaren Nachkriegszeit gehörte er der Gardekavallerie-Schützendivision an.
Ende 1921 trat Bergmann in den rechtsgerichteten Sportbund Olympia ein. Von 1925 bis 1926 gehörte er der Berliner Sektion des Wehrverbandes Frontbann an.
Während der Zeit der Großen Inflation von 1923 war Bergmann alleiniger Geschäftsführer der Firmen Kosmos Germania und Pallas. Anschließend gründete er eine elektrofeinmechanische Werkstatt, wobei sein besonderes Interesse dem Rundfunk galt. Seine Werkstatt ging schließlich so gut, dass sein Betrieb schließlich fünf Ladengeschäfte für Rundfunkgeräte und -artikel umfasste. 
Zum 1. September 1928 trat Bergmann erstmals in die Sturmabteilung (SA) den Straßenkampfverband der NSDAP ein. Von 1930 bis 1933 fungierte Bergmann als Ausbildungsleiter der technischen Nachrichteninformation der Berliner SA.
Zum 1. August 1930 schloss sich Bergmann der NSDAP an (Mitgliedsnummer 474.008). Während er sich für die Partei als Sektionsleiter betätigte lag sein Hauptbetätigungsfeld in der Mitarbeit in der SA: Gert Buchheit kennzeichnete ihn später als „üblen Schläger“, der neben Willi Schmidt eine der berüchtigtsten Figuren der Berliner SA gewesen sei. 1932 wurde Bergmanns Geschäft von Kommunisten geplündert und demoliert.
Am 8. Dezember 1932 erlitt Bergmann bei einem – wahrscheinlich von Kommunisten ausgeführten – Anschlag auf ihn einen Beinschuss (Oberschenkelsteckschuss), so dass er fortan ein Holzbein als Prothese tragen musste. In SA-Kreisen brachte dies ihm den Spitznamen „Kalte Wade“ ein.

### Zeit des Nationalsozialismus
Nach der nationalsozialistischen Machtergreifung übernahm Bergmann als SA-Sturmbannführer im Gruppenstab der SA-Gruppe Berlin-Brandenburg die Leitung der Abteilung Ic (Referat für Nachrichtenwesen). Außerdem wurde er vom Preußischen Innenminister Hermann Göring zum Kommissar im Preußischen Ministerium des Innern ernannt. Als einem der Hauptverantwortlichen dafür, dass SA-Leute als Hilfspolizisten in Berlin im Frühjahr 1933 eingesetzt wurden, unterstand Bergmann auch das nach dem Reichstagsbrand vom 28. Februar 1933 im SA-Hauptquartier in der Hedemannstraße eingerichtete wilde Gefängnis, in dem er nach zahlreichen übereinstimmenden Zeugenaussagen viele Gefangene (vor allem Kommunisten, Sozialdemokraten und Juden) grausam foltern und misshandeln ließ. Am 31. März 1933 zog die SA in die nahegelegene Voßstraße um. Es gibt einige Zeitzeugen, die aber auch in der Zeit danach von Folterungen in der Hedemannstraße berichten.
Am 18. April 1933 schrieb Bergmann einen Brief an seinen Vorgesetzten Karl Ernst, in dem er die unter seiner Ägide begangenen Gräueltaten damit rechtfertigte, dass „der im 12jährigen Kampf gegen Terror und Unterdrückung stehenden SA rein menschlich betrachtet ein gewisses Recht eingeräumt werden muss, Aktionen, die letzten Endes lediglich dem Rechtsempfinden unser Kameraden entspringen, durchzuführen.“
Karl Dietrich Bracher deutete dies als ein Eingeständnis, „daß sich die SA der Hilfspolizeifunktionen nur bemächtigte, um auf ärgste Weise Rachedurst und niedere Instinkte zu befriedigen.“
Als Leiter der Ic bildete Bergmann noch bis ins Jahr 1934 den Mittelpunkt der Tätigkeit der in Berlin und Umgebung operierenden Rollkommandos der SA, die Jagd auf politische Gegner und sonst wie unliebsame Personen machten. Jochen von Lang veranlasste dies zu der Einschätzung, Bergmann sei der Mann gewesen, der 1933 „den Terror [der SA] in der Reichshauptstadt […] organisierte.“ Heinz Höhne gibt an, Bergmann sei – vielleicht nach der Schließung der Hedemannstraße – als Leiter einer „Terror- und Nachrichtenzentrale“ gewesen, „die von einer Zwölfzimmerwohnung in der Stresemannstraße aus die Menschenjagd der SA [in Berlin] steuerte“. Außerdem war Bergmann am Aufbau der Waffenlager der Berliner SA maßgeblich beteiligt.
Ein im Gefolge der Röhm-Affäre von der SA-Gruppe Berlin-Brandenburg am 10. August 1934 gestellter Antrag an das SA-Sondergericht bei der Obersten SA-Führung (OSAF), Bergmann aus der SA auszuschließen, wurde am 23. Oktober 1934 abgelehnt. Ein weiteres SA-Disziplinarverfahren wurde auf Beschluss der 2. Kammer des SA-Disziplinargerichts der OSAF vom 18. Juni 1936 eingestellt.
Auf Grund seiner privaten und geschäftlichen Beziehungen zu einem Juden namens Kottow wurde Bergmann durch Entscheidung der II. Kammer des Gaugerichtes Berlin vom 5. März 1939 eines Verstoßes gegen Artikel 4, Absatz 2 b und c der NSDAP-Satzung für schuldig befunden. Daraufhin wurde er auf Antrag des Gaues Berlin aus der NSDAP ausgeschlossen. Infolgedessen wurde er auf Beschluss der OSAF vom 21. Juni 1940 auch aus der SA ausgeschlossen.

### Verhaftung und Hinrichtung
Bergmanns Holzbein blieb vielen Opfern des SA-Kellers in der Hedemannstraße in genauer Erinnerung, so dass sie ihn nach dem Zweiten Weltkrieg identifizieren konnten. Er wurde vor dem Januar 1951 auf Antrag der Ost-Berliner Staatsanwaltschaft verhaftet und im Rahmen des innerdeutschen Rechtshilfeverkehrs vor das Ost-Berliner Landgericht gestellt. Es verurteilte ihn wegen der Folterung und Ermordung von Gefangenen in der Hedemannstraße am 3. Februar 1951 zum Tode. Nachdem das Urteil am 28. August 1951 vom Kammergericht in Ost-Berlin bestätigt wurde und die zuständige Gnadenkommission beim Magistrat in Ost-Berlin den Gnadenantrag am 9. Juni 1952 abgelehnt hatte (der Magistrat schloss sich am 24. Juli 1952 an), wurde Bergmann am 30. August 1952 zusammen mit Emil Nitz in der Zentralen Hinrichtungsstätte der DDR in Dresden durch einen Scharfrichter der Deutschen Volkspolizei mit dem Fallbeil hingerichtet.

## Familie
Bergmann war verheiratet mit Erna Dörschner (* 1896), mit der er eine Tochter (* 1924) hatte.

## Beförderungen
- 1929: SA-Scharführer
- 1929: SA-Truppführer
- 1931: SA-Sturmführer
- 1. Mai 1933: SA-Sturmbannführer